# The Foreshadowing
The Foreshadowing sono una gothic/doom metal band con influenze ambient nata a Roma nel 2005.

## Storia
Il gruppo nasce ufficialmente nel dicembre del 2005, ma in realtà il progetto era già attivo dal 1998 da un'idea del chitarrista Alessandro Pace, il quale coinvolse nel progetto l'altro chitarrista Andrea Chiodetti e il tastierista Francesco Sosto, con l'intento di creare una band con forti sonorità doom sullo stile di gruppi come My Dying Bride, Katatonia e Anathema. Data la difficoltà a trovare degli elementi stabili e validi con cui suonare, il progetto viene presto accantonato ed i tre decidono di intraprendere altre esperienze con altri gruppi di vario genere (Klimt 1918, Spiritual Front, Grimness, Dope Stars Inc.).
Verso la fine del 2005 il gruppo ritrova di nuovo le motivazioni giuste per riprendere il progetto a lungo accantonato riuscendo a trovare una formazione adeguata alle loro esigenze con l'ingresso del batterista Jonah Padella e del bassista Davide Pesola, ma soprattutto con l'ingresso del cantante Marco Benevento, leader e mastermind della doom band How Like a Winter.
Tra l'autunno del 2005  e gli inizi del 2006  registrano il loro album di debutto Days of Nothing, un concept sulla rassegnazione all'idea di un'imminente apocalisse immaginata da un uomo qualunque. L'album è caratterizzato da uno stile semplice e minimale, le canzoni hanno breve durata, alternando melodie accattivanti ad un potente arrangiamento chitarristico tipico del sound doom e gotico.
L'11 gennaio 2007 i The Foreshadowing hanno debuttato dal vivo al Jailbreak a Roma per la presentazione ufficiale di Days of Nothing, suonando anche una cover di Russians di Sting. Tale cover è stata inserita successivamente nella tracklist del loro secondo album Oionos.
Il 22 ottobre 2007, l'album viene pubblicato tramite l'etichetta inglese Candlelight Records con la quale la band romana aveva da poco firmato un contratto, e riceve responsi molto positivi dalla stampa internazionale.
I The Foreshadowing firmano un nuovo contratto discografico con l'etichetta tedesca Cyclone Empire Records.  Il 2 aprile 2010 è uscito il loro secondo album dal titolo Oionos, un album che non è altro che una prosecuzione del tema dell'apocalisse già affrontato nel precedente disco. L'album verrà promosso con un minitour in Europa con la gothic band italiana Theatres des Vampires, e in seguito prendono parte ad importanti festival come il Wave Gothic Treffen e il Summer Breeze Open Air in Germania, e l'Ost Metal Festival in Romania.
Il 7 settembre 2010 i The Foreshadowing annunciano che il bassista Francesco Giulianelli ha ufficialmente occupato il posto lasciato vacante dal suo predecessore, Davide Pesola.
Il 20 aprile 2012, sempre per l'etichetta Cyclone Empire Records viene pubblicato il loro terzo album Second World. Il 14 agosto l'etichetta statunitense Metal Blade Records pubblica sia Second World che Oionos in territorio nordamericano, e contemporaneamente la band viene ingaggiata dall'agenzia statunitense Rock the Nation USA. I The Foreshadowing hanno partecipato nuovamente al Summer Breeze e al Rockharz Open Air, che si svolge ogni anno a Ballenstedt, in Germania.
L'8 gennaio 2013, i The Foreshadowing annunciano che il loro batterista Jonah Padella lascia la band e che verrà sostituito stabilmente da Giuseppe Orlando, già fondatore e batterista dei Novembre. Il 6 febbraio 2017, annunciano il loro nuovo bassista, Michele Attolino.

## Formazione[2]
- Marco I. Benevento - Voce
- Alessandro Pace - Chitarra
- Francesco Sosto - Tastiere, Voce
- Giuseppe Orlando - Batteria

### Ex-componenti
- Davide Pesola - Basso
- Andrea Sileo - Basso (Live)
- Jonah Padella - Batteria
- Francesco Giulianelli - Basso
- Andrea Chiodetti - Chitarra
- Michele Attolino - Basso

## Discografia
Studio Album
- Days of Nothing (2007)
- Oionos (2010)
- Second World (2012)
- Seven Heads Ten Horns (2016)

EP
- Forsaken Songs (2023)